# Гибер, Эрве
Эрве́ Гибе́р (фр. Hervé Guibert, 14 декабря 1955, Париж, Франция — 27 декабря 1991, там же) — французский писатель, фотограф, журналист. Наибольшую известность получили его поздние автобиографические романы, посвящённые теме СПИДа и опыту жизни с ним.

## Биография
Эрве Гибер родился 14 декабря 1955 года в парижском пригороде Сен-Клу, в 1973 году окончил школу в Ла-Рошели. После неудачной попытки поступить в государственный институт кинематографии IDHEC Гибер освоил профессию кинокритика. Его рецензии выходили в изданиях Cinéma, Had, Les nouvelles littéraires, 20 ans, Combat. В 1977 году он устроился культурным обозревателем во влиятельную газету Le Monde, в которой проработал вплоть до 1985 года. В качестве сотрудника этого издания ему довелось общаться со многими известными людьми, в частности, он брал интервью у Андрея Тарковского.
Дебютная книга Эрве Гибера «Смерть напоказ» (La mort propagande) вышла в свет в 1977 году. Критик Арно Генон увидел в прозе 21-летнего автора развитие традиций Жоржа Батая, Пьера Гийота и Жана Жене, поскольку литературные эксперименты Гибера неразрывно связаны с бескомпромиссным исследованием человеческой телесности как источника наслаждений и страданий. За дебютной работой последовал фотороман «Сюзанна и Луиза» (Suzanne et Louise, 1980), посвящённый двум пожилым родственницам писателя, раскрывший его талант фотографа. В 1982 году Гибер опубликовал сразу три автобиографических романа — «Псы» (Les chiens), «Одинокие приключения» (Les aventures singulières) и «Путешествие с двумя детьми» (Voyage avec deux enfants), в которых вернулся к предельно откровенному рассказу о своей жизни. Эти работы упрочили его литературную репутацию. Как отмечала Мишель Бернстайн на страницах газеты Libération, «о чём бы Гибер ни говорил — о любви, о садомазохизме, о путешествиях или о фотографии, — он каждый раз недосягаем. Всегда извращённый, он никогда не бывает непристойным. Его изысканность и утончённость придерживаются суровых правил».
В 1984 году Гибер добился признания на кинопоприще: как соавтор сценария к фильму Патриса Шеро «Раненый человек» (L’homme blessé, 1983) он удостоился премии «Сезар». В сюжете картины — молодой человек становится одержимым своим новым знакомым, связанным с криминальным миром, и в финале убивает его — прослеживалось влияние романов Жана Жене «Дневник вора» и «Чудо о розе». Следующий сценарий Эрве Гибера, который он создал специально для своей близкой подруги Изабель Аджани и собирался поставить самостоятельно, так и не был реализован, поскольку актриса утратила интерес к проекту.
В 1988 году у Эрве Гибера диагностировали СПИД. Перед лицом неизлечимой болезни его художественное дарование раскрылось во всей полноте. Тема смерти, всегда волновавшая писателя, в его поздней прозе вышла на первый план. Наиболее существенное влияние на творчество Гибера в этот период оказал Томас Бернхард. Подобно австрийскому автору Гибер черпал вдохновение в своём больничном опыте. В романе «Другу, который не спас мне жизнь» (A l’ami qui ne m’a pas sauvé la vie, 1990) он подробно рассказал о своём недуге, оказавшись, таким образом, одним из первых публичных людей во Франции, решившихся на подобный шаг. Среди главных героев книги — философ Мишель Фуко (он выведен под именем Музиль), умерший в 1984 году от последствий СПИДа. Гибер близко знал французского мыслителя и оставил обстоятельную хронику последних лет его жизни. Теме СПИДа посвящены также автобиографические романы «Сочувственный протокол» (Le protocole compassionnel, 1991) и «Человек в красной шляпе» (L’homme au chapeau rouge, 1992). Эти книги, составляющие своеобразную трилогию, стали во Франции сенсацией и способствовали изменению общественного мнения по отношению к носителям ВИЧ-инфекции.
По предложению телепродюсера Паскаль Бреньо с июня 1990 по апрель 1991 года писатель каждый день снимал себя на видео: свои походы в больницу, медицинские процедуры, встречи с родственниками, поездку на остров Эльба, бесконечные часы апатии и одиночества в собственной квартире. При непосредственном участии Гибера из этих плёнок был смонтирован шестидесятиминутный фильм, получивший название «Стыд или бесстыдство» (La pudeur ou l’impudeur). Кинокритик Михаил Трофименков писал, что постепенно Гибер «перестал замечать работающую камеру, и поэтому фильм не выдаёт себя за документ, не изображает искренность, а просто является искренним документом». Для смертельно больного Гибера, который всю жизнь стремился к карьере режиссёра, этот проект стал осуществлением детской мечты. Премьера картины «Стыд и бесстыдство» состоялась на телеканале TF1 в январе 1992 года.
Накануне своего 36-летия Эрве Гибер предпринял попытку самоубийства. Через две недели, 27 декабря 1991 года, он скончался.

## Издания в России
Первая публикация прозы Гибера на русском языке увидела свет ещё при жизни автора — в августовском и сентябрьском номерах журнала «Иностранная литература» за 1991 год был напечатан роман «Другу, который не спас мне жизнь». Однако, как полагает Дмитрий Волчек, главный редактор издательства «Kolonna publications», российские читатели тогда мало что поняли в книге французского писателя, поскольку «не знали контекста, не сообразили, что герой по имени Музиль — это Фуко и т. п.». В 1993 году роман «курьёзным образом» был переиздан под названием «СПИД» «в серии бульварной эротической литературы».
Новые издания произведений Эрве Гибера стали выходить в России с подачи редактора Дмитрия Волчека и переводчика Алексея Воинова. В 2011—2012 гг. ими были подготовлены к печати и выпущены пять книг писателя — романы «Путешествие с двумя детьми», «Одинокие приключения», «Без ума от Венсана» и «Гангстеры», а также сборник эссеистики «Призрачный снимок». В статье, приуроченной выходу первых переводов, Алексей Воинов отмечает многогранность прозы Гибера, который умел «говорить, возможно, свою, но правду, соединяя ложь и любовь, нежность и предательство, детство и безнадёжность, порнографию и искусство, слово и его визуальное воплощение».
«Призрачный снимок», в котором Гибер изложил свои взгляды и размышления на тему фотографии, привлёк внимание российских рецензентов. Они отметили, что сборник полемичен по отношению к работе философа Ролана Барта «Camera Lucida» (1980) и тематически и интонационно перекликается с художественными текстами писателя. Как резюмирует на страницах журнала «Коммерсантъ Weekend» Игорь Гулин, «Призрачный снимок» — «ответ фотографа потребителю фотографий: это искусство — не род изображений, а безнадёжно-эротический строй отношений с миром. Единственная цель фотографии — сконструировать желанный образ другого человека, образ всегда обречённый — как обречёна в других текстах Гибера сама любовь».
На публикацию перевода романа «Гангстеры» откликнулся обозреватель журнала «Новый мир» Анатолий Рясов. За «незамысловатым сюжетом» книги — он строится вокруг мошенничества, жертвами которого стали престарелые родственницы писателя, двоюродные бабки Сюзанна и Луиза, критик разглядел мощный экзистенциальный пласт — проникнутые иронией и болью авторские размышления о смерти. По мнению Рясова, из-под пера Гибера вышла «очень кинематографичная проза, в своей пронзительности почти приближающаяся к сценариям Бергмана или Ханеке».
Творчество Эрве Гибера стало одной из главных тем 66-го номера «Митиного журнала» (2013). В журнальное «Досье» вошли биографическая справка о писателе, составленная Алексеем Воиновым; ряд работ самого Гибера — роман «Псы», эссе о фотографии «Одно-единственное лицо» и «Письма из Египта»; очерк Кристиана Солея «Разговор с двумя детьми» (о героях романа «Путешествие с двумя детьми») и критическая статья Павла Соболева «Наслаждаясь и страдая, торгуясь и безумствуя, изменяя мимолётности с глубиной», в которой предпринят разбор вышедших в издательстве «Kolonna publications» книг французского автора.
- Другу, который не спас мне жизнь = A l’ami qui ne m’a pas sauvé la vie // Иностранная литература  / Пер. с фр. М. Кожевниковой и В. Жуковой. — 1991. — № 8, 9. — ISSN 0130-6545.
- Путешествие с двумя детьми = Voyage avec deux enfants / Пер. с фр. Алексея Воинова. — Тверь: Kolonna publications, 2011. — 100 с. — (Vasa Iniquitatis). — 500 экз. — ISBN 5-98144-143-1.
- Одинокие приключения = Les aventures singulières / Пер. с фр. Алексея Воинова. — Тверь: Kolonna publications, 2011. — 96 с. — (Vasa Iniquitatis). — 500 экз. — ISBN 978-5-98144-149-3.
- Призрачный снимок = L’image fantôme / Пер. с фр. Алексея Воинова. — Тверь: Kolonna publications, 2012. — 174 с. — 500 экз. — ISBN 978-5-98144-153-0.
- Без ума от Венсана = Fou de Vincent / Пер. с фр. Алексея Воинова. — Тверь: Kolonna publications, 2012. — 92 с. — (Vasa Iniquitatis). — 500 экз. — ISBN 978-5-98144-158-5.
- Гангстеры = Les gangsters / Пер. с фр. Алексея Воинова. — Тверь: Kolonna publications, 2012. — 104 с. — (Vasa Iniquitatis). — 500 экз. — ISBN 978-5-98144-166-0.
- Псы = Les chiens // Митин журнал  / Пер. с фр. Алексея Воинова. — Тверь: Kolonna publications, 2013. — № 66. — С. 256—267. — ISBN 978-5-98144-163-9.
- Причуды Артура = Les lubies d’Arthur / Пер. с фр. Алексея Воинова. — Тверь: Kolonna publications, 2013. — 144 с. — (Vasa Iniquitatis). — 500 экз. — ISBN 978-5-98144-177-6.
- Мальва-девственник = Mauve le vierge / Пер. с фр. Алексея Воинова. — Тверь: Kolonna publications, 2014. — 96 с. — (Vasa Iniquitatis). — 500 экз. — ISBN 978-5-98144-196-7.
- Смерть напоказ = La mort propagande / Пер. с фр. Алексея Воинова. — Тверь: Kolonna publications, 2015. — 92 с. — (Vasa Iniquitatis). — 500 экз. — ISBN 978-5-98144-198-1.
- Порок = Vice / Пер. с фр. Алексея Воинова. — Тверь: Kolonna publications, 2015. — 112 с. — 500 экз. — ISBN 978-5-98144-206-3.
- Мои родители = Mes parents / Пер. с фр. Алексея Воинова. — Тверь: Kolonna publications, 2016. — 170 с. — 500 экз. — ISBN 978-5-98144-212-4.
- Цитомегаловирус = Cytomégalovirus/ Пер. с фр. Алексея Воинова. — Тверь: Kolonna publications, 2017. — 95 с. — 500 экз. — ISBN 978-5-98144-233-9.
- Я и мой лакей = Mon valet et moi/ Пер. с фр. Алексея Воинова. — Тверь: Kolonna publications, 2017. — 90 с. — 500 экз. — ISBN 978-5-98144-232-2.
- Из-за вас я поверил в призраков = Vous m’avez fait former des fantômes/ Пер. с фр. Алексея Воинова. — Тверь: Kolonna publications, 2018. — 230 с. — 500 экз. — ISBN 978-5-98144-241-4.
- Слепые = Des aveugles/ Пер. с фр. Алексея Воинова. — Тверь: Kolonna publications, 2019. — 104 с. — 500 экз. — ISBN 978-5-98144-248-3.
- Любовная инъекция = La piqûre d’amour et autres textes suivi de La chaire fraîche/ Пер. с фр. Алексея Воинова. — Тверь: Kolonna publications, 2019. — 255 с. — 500 экз. — ISBN 978-5-98144-263-6.
- Переписка с Эженом Савицкая = Lettres à Eugène. Correspondance 1977—1987 Пер. с фр. Алексея Воинова — Тверь: Kolonna publications, 2020. — 172 стр. — 500 экз. — ISBN 978-5-98144-275-9